# Carlos Castaño Panadero
Carlos Castaño Panadero (Madrid, 7 de mayo de 1979) es un deportista español que compitió en ciclismo en las modalidades de pista, especialista en la prueba de persecución por equipos, y ruta.
Participó en los Juegos Olímpicos de Atenas 2004, obteniendo una medalla de bronce en la prueba de persecución por equipos (junto con Sergi Escobar, Asier Maeztu y Carlos Torrent).
Ganó una medalla de bronce en el Campeonato Mundial de Ciclismo en Pista de 2004.

## Biografía
Debutó como profesional en 2005 con el equipo Andalucía-Paul Versán, tras destacar en categoría amateur con victorias como en la Vuelta a la Comunidad de Madrid en 2002, y en la Vuelta a Castilla y León en 2001. Ya como profesional, consiguió dos victorias de etapa en la Vuelta a Burgos 2005 y una victoria en la Volta a Cataluña 2006.
En septiembre de 2010 anunció su decisión de retirarse del ciclismo profesional debido a una lesión que le había mantenido alejado de la competición durante meses y de la que no pudo recuperarse satisfactoriamente.

## Medallero internacional
| Juegos Olímpicos   | Juegos Olímpicos      | Juegos Olímpicos  | Juegos Olímpicos        |
| Año                | Lugar                 | Medalla           | Competición             |
| ------------------ | --------------------- | ----------------- | ----------------------- |
| 2004               | Atenas (Grecia)       | Medalla de bronce | Persecución por equipos |
| Campeonato Mundial |                       |                   |                         |
| Año                | Lugar                 | Medalla           | Competición             |
| 2004               | Melbourne (Australia) | Medalla de bronce | Persecución por equipos |

## Palmarés

### Ruta
2002 (como amateur)
- Vuelta a la Comunidad de Madrid
- 1 etapa de la Vuelta a Galicia
- 2 etapas de la Vuelta a Navarra

2004 (como amateur)
- Clásica Aiztondo

2005
- 2 etapas de la Vuelta a Burgos

2006
- 1 etapa de la Volta a Cataluña

### Pista
2004
- 3.º en el Campeonato del Mundo Persecución por equipos (haciendo equipo con Asier Maeztu, Sergi Escobar y Carlos Torrent)
- 3.º en Campeonato Olímpico Persecución por equipos (haciendo equipo con Sergi Escobar, Asier Maeztu y Carlos Torrent)
- 1.º Campeonato de España de Puntuación

2005
- 1.º Campeonato de España de Persecución

## Equipos
- Andalucía-Paul Versan (2005)
- Kaiku (2006)
- Karpin Galicia (2007)
- Xacobeo Galicia (2008-2010)